# Сандей Аделаджа
Са́ндей Сунка́нмі Адела́джа (нар. 28 травня 1967, Ідомила, Нігерія) — засновник і керівник релігійної  організації «Посольство боже».

## Життєпис
Народився в поселенні Ідомила на південному заході Нігерії. Його мати Теніола була донькою вождя племені. До 16 років Сандей виховувався бабусею. Коли троє старших братів Сандея померли, його сім'я опинилась у скрутному становищі, він не зміг вступити до місцевого університету, натомість він отримав державний грант на навчання на факультеті журналістики в Мінському державному університеті.
У Мінську Сандей почав відвідувати конференції християн і потім й проповідувати, навертаючи людей в протестантизм, за що він був висланий з Білорусі. Вперше до України він був запрошений до Києва як перекладач на конференцію Джефа Девіса зі США. З 1993 року почав збирати знайомих для вивчення Біблії у себе вдома.
1994 року заснував релігійну організацію «Слово віри» в Києві.

## Звання
Є почесним доктором теології.

## Сім'я
Одружений із Босе Аделаджа; має сина та двох дочок.

## Злочинна діяльність
Є фігурантом у справі «King's capital», за якою багато учасників його релігійної організації закладали свої квартири в обмін на щомісячні відсотки. Компанія, якій було дозволено діяти в релігійній установі, не виконала своїх фінансових зобов'язань. МВС України висунуло Аделаджі обвинувачення як співучаснику, йому було заборонено залишати країну до завершення слідства. У березні 2016 року слідство було завершене.